# Franchise player

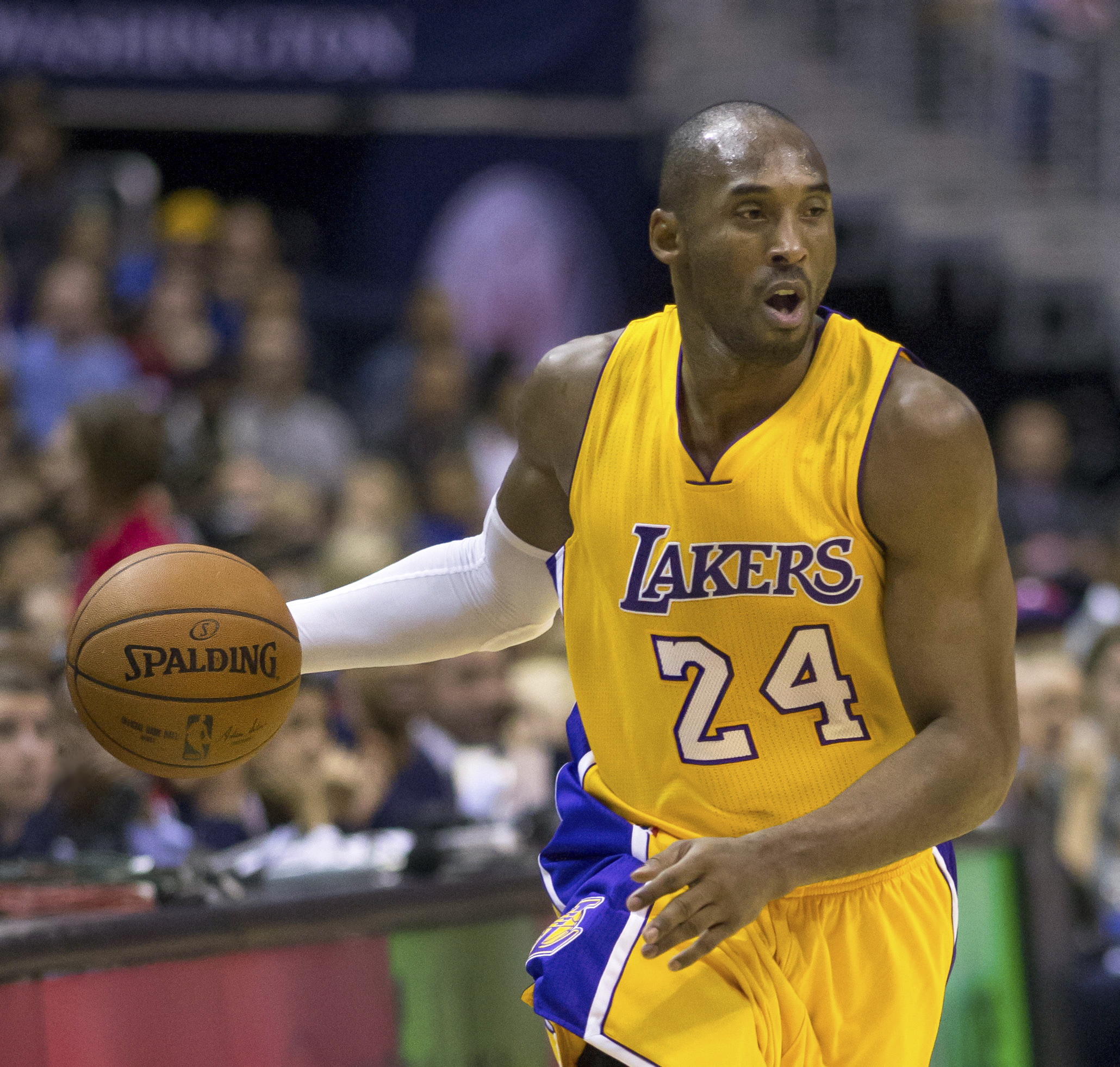
Kobe Bryant, icône des Lakers de Los Angeles, est un exemple de joueur de concession.

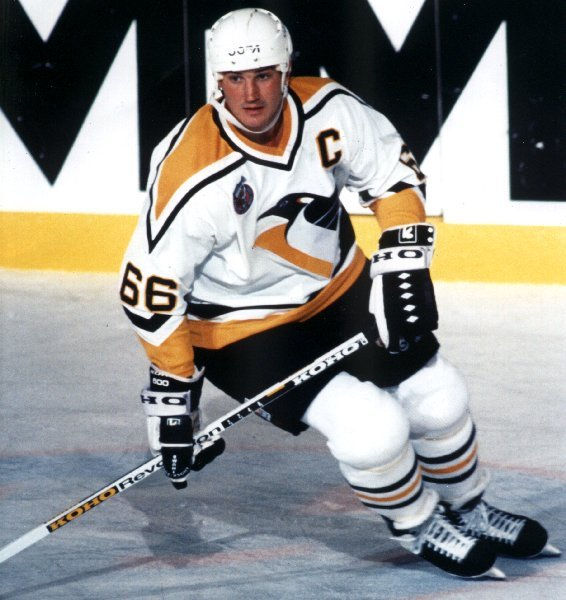
Mario Lemieux, joueur de concession des Penguins de Pittsburgh.

Le terme de franchise player ou joueur de concession (traduction francophone utilisée au Québec) désigne dans le sport professionnel nord-américain un joueur hors norme qui est l'emblème du club et autour duquel ce dernier peut développer sa franchise dans un avenir prévisible.
Les franchise players ont pour caractéristiques générales :
- D'être titulaires de contrats pluri-annuels leur garantissant un des meilleurs salaires de la ligue ou du moins à leur poste. Leur contrat peut contenir des restrictions à un transfert
- L'équipe est bâtie autour d'eux, pour mieux compléter ce joueur leader (Bill Russell).
- Ils sont la référence pour les médias, les joueurs les plus consultés et les plus exposés (exemple Michael Jordan, exception Tim Duncan)
- Images de la franchise, les franchise players sont rarement transférés, sauf parfois en fin de carrière (Kevin Garnett).
- Réciproquement, ils quittent rarement la franchise volontairement

En National Football League (NFL), le statut de franchise player est défini, notamment par des critères de salaires, et permet à une franchise de restreindre les droits de transferts de ce joueur. En NBA, ce statut est informel et donné par la presse, sans valeur contractuelle.

## Exemples
Dans la NBA, Magic Johnson, Larry Bird, David Robinson ont joué toute leur carrière et sont totalement identifiés respectivement aux Lakers de Los Angeles, Celtics de Boston et aux Spurs de San Antonio.
Parmi les rares joueurs de très grande envergure à avoir joué pour plusieurs franchises, on peut citer Shaquille O'Neal et Kareem Abdul-Jabbar. En 2010, le départ de LeBron James, un des meilleurs de la ligue est interprété comme une trahison par tout Cleveland et jugé indigne par d'anciennes stars NBA,,.